# هلتون آرودا
هلتون دا سیلوا آرودا (پرتغالی: Helton da Silva Arruda؛ زادهٔ ۱۸ مهٔ ۱۹۷۸) بازیکن فوتبال سابق اهل برزیل است.
از باشگاه‌هایی که در آن بازی کرده‌است می‌توان به واسکو دوگاما و پورتو اشاره کرد.
این بازیکن همچنین بین سال‌های ۲۰۰۶ تا ۲۰۰۷، ۳ بار برای تیم ملی فوتبال برزیل به میدان رفته‌است.

## افتخارات

### باشگاهی
واسکو
- لیگ برتر فوتبال برزیل: ۲۰۰۰

پورتو
- لیگ برتر فوتبال پرتغال: ۰۶–۲۰۰۵، ۰۷–۲۰۰۶، ۰۸–۲۰۰۷، ۰۹–۲۰۰۸، ۱۱–۲۰۱۰، ۱۲–۲۰۱۱، ۱۳–۲۰۱۲
- جام حذفی فوتبال پرتغال: ۰۶–۲۰۰۵، ۰۹–۲۰۰۸، ۱۰–۲۰۰۹، ۱۱–۲۰۱۰؛ نایب قهرمان ۱۶–۲۰۱۵
- سوپر جام فوتبال پرتغال: ۲۰۰۶، ۲۰۰۹، ۲۰۱۰، ۲۰۱۱، ۲۰۱۲، ۲۰۱۳
- لیگ اروپا: ۱۱–۲۰۱۰
- سوپرجام اروپا: نایب قهرمان ۲۰۱۱

### ملی
برزیل
- کوپا آمریکا: ۲۰۰۷

### فردی
- لیگ برتر فوتبال پرتغال: دروازه‌بان سال ۱۱–۲۰۱۰، ۱۳–۲۰۱۲